# Nieuwe-Wercksbrug
De Nieuwe-Wercksbrug (brug nr. 63) is een vaste brug in Amsterdam-Centrum. De brug verbindt de Westermarkt met de Rozengracht. Ze overspant de Prinsengracht ter hoogte van de Oude Wester.

## Geschiedenis
De kaart van Joan Blaeu, die de situatie aangeeft van ongeveer 1649, laat de brug al zien. De brug voerde toen naar de noordelijk kade van de Rozengracht, dan nog open water. De moderne geschiedenis van de brug begon op het tijdstip dat de gemeente de Rozengracht uitkoos voor dé verbindingsweg tussen Amsterdam-Centrum en West. De Rozengracht werd gedempt en er werd een doorbraak geforceerd voor de Raadhuisstraat. Deze keus had als gevolg dat brug 63 verbreed en verstevigd moest worden. Daartoe werd in juli 1890 een aanbesteding uitgeschreven voor 55 ton ton balkijzer en 19 ton buckelplaten voor deze brug en de brug 117 in de Rozengracht over de Lijnbaansgracht. In de vroege jaren twintig bleek die brug niet meer bestand tegen het toegenomen verkeer en moest vernieuwd worden. Er zou achttien weken aan de brug gewerkt worden. De Dienst der Publieke Werken kwam met een ontwerp, waar bruggenarchitect Piet Kramer een behoorlijke invloed had op de esthetiek van de brug (“het bureau van”). Zijn stijl is in alles terug te vinden, allereerst de bouwstijl van de Amsterdamse School (baksteen en natuursteen), de brugpijlers met daarop bewerkte natuurstenen zuilen en siersmeedijzeren balustrades daartussen, vastgezet aan de pylonen met stroppen. Na de oplevering hebben er geen grote werkzaamheden meer plaatsgevonden aan de brug. De brug werd in 2002 benoemd tot rijksmonument vanwege juist die esthetische kwaliteit van het ontwerp en het belang voor de aanzien van de stad.
De brug beschikt over drie doorvaartopeningen, de grootste is zeven meter breed, en heeft een hoogte van 2m10.
Tussen 2022 en 2028 wordt de brug gerenoveerd in het kader van de Oranje Loper. Ze kreeg een hulpbrug met kunstwerk Grachtenvlinder van Sam Hersbach.

## Openbaar vervoer
Sinds jaar en dag hebben er diverse tram- en buslijnen over de brug gereden. Er was hier tot 1 september 1957 drierailig spoor voor de tram in gebruik, normaalspoor voor de stadstram, en meterspoor voor de tramlijn Amsterdam - Zandvoort waarbij één spoorstaaf gemeenschappelijk werd gebruikt. Pas in de jaren 70 bij een spoorvernieuwing verdween dit drierailig spoor en kwam er normaal spoor. Sinds 22 juli 2018 rijden over de brug de tramlijnen 13 en 17. De dagbus is hier verdwenen, maar er rijden nog wel vier nachtbussen over de brug. Het zijn dezelfde openbaarvervoerlijnen, die over de brug 117 Rozengracht/Lijnbaansgracht gaan.

## Vernoeming
De naam van de brug is afkomstig van de oude naam voor de wijk tegenover de Westerkerk. De Jordaan stond bij aanleg bekend als het Nieuwe Werck.

## Afbeeldingen

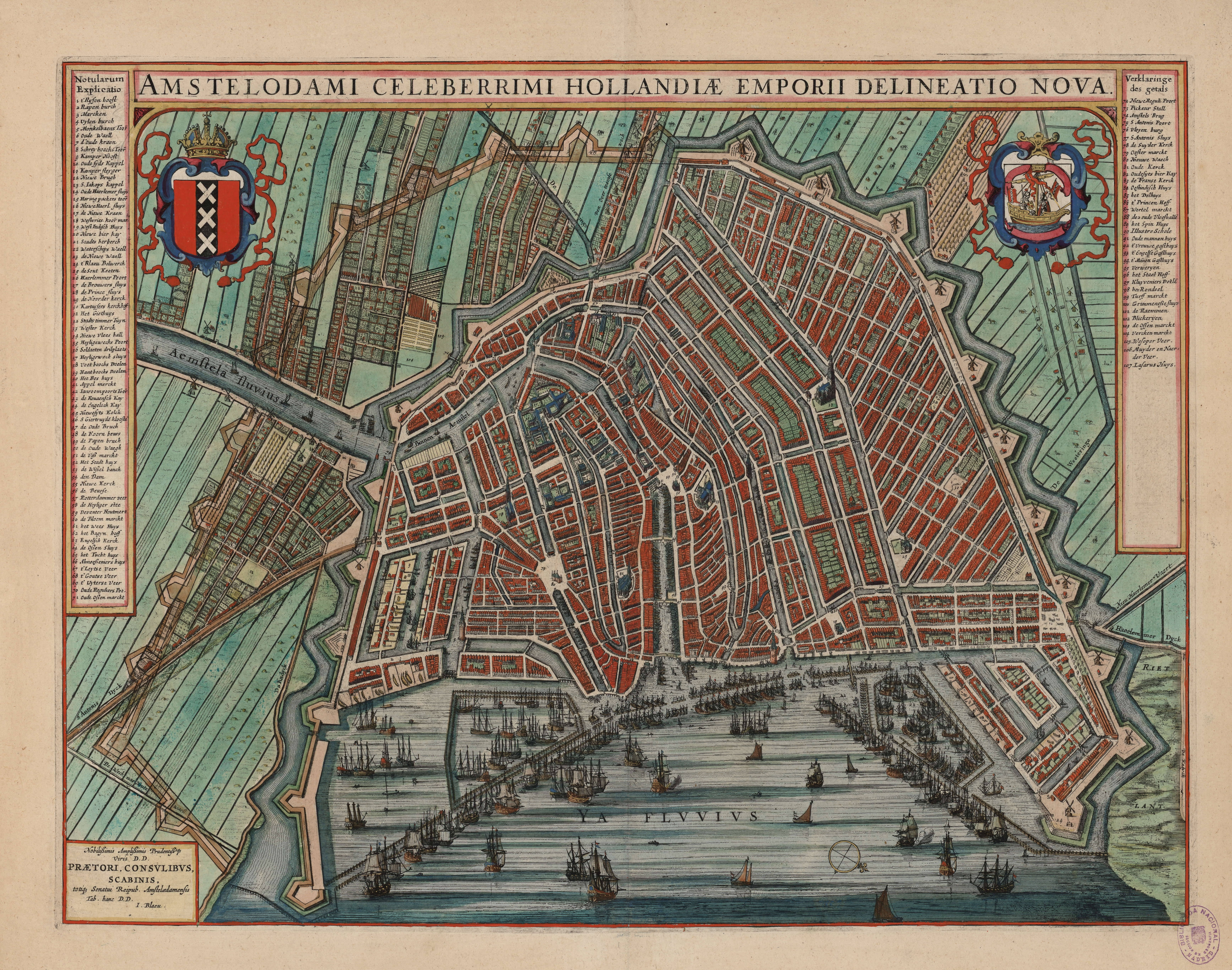
De brug op de kaart van Joan Blaeu uit 1649
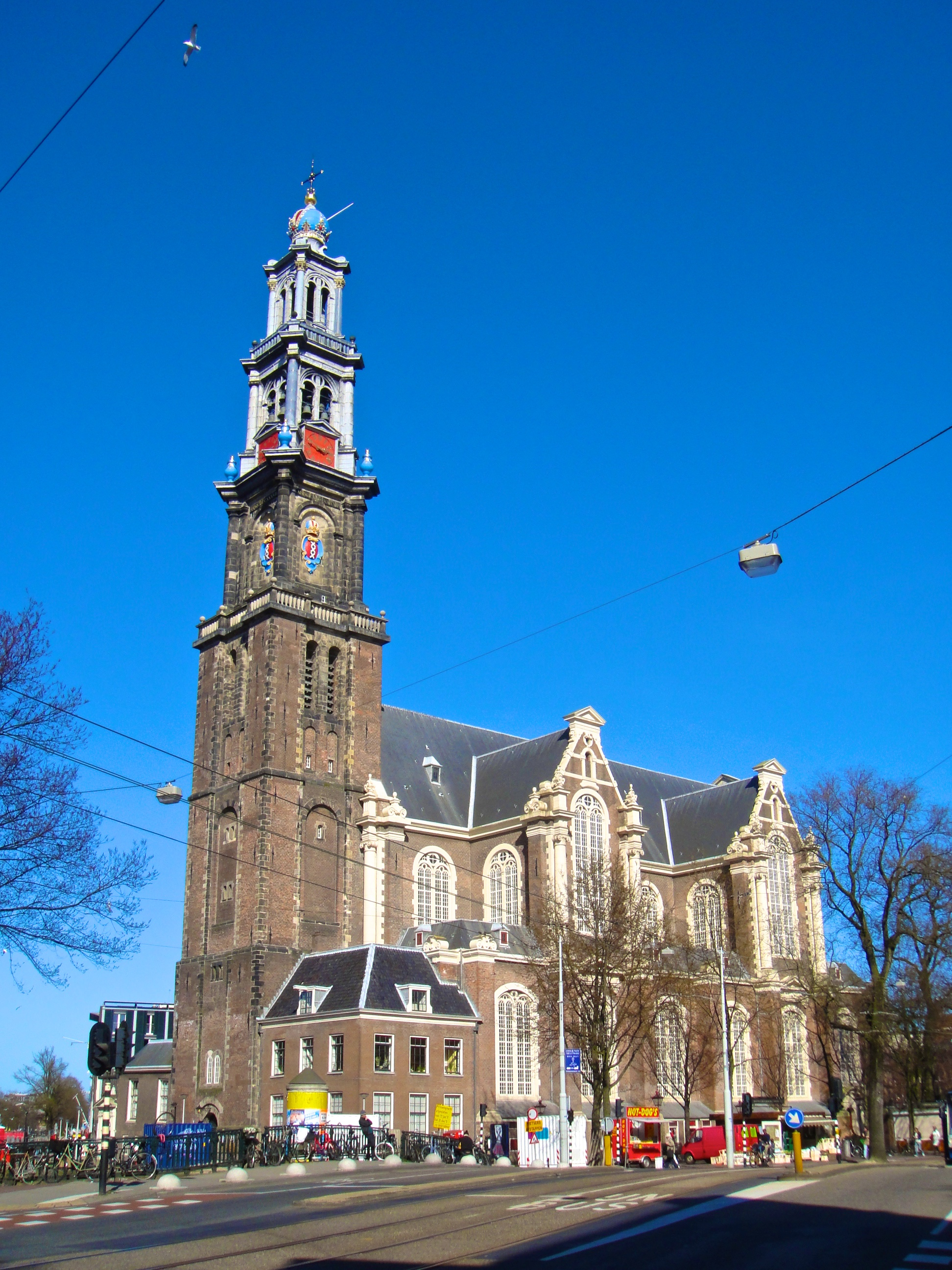
De brug met de Westerkerk en de Westermarkt
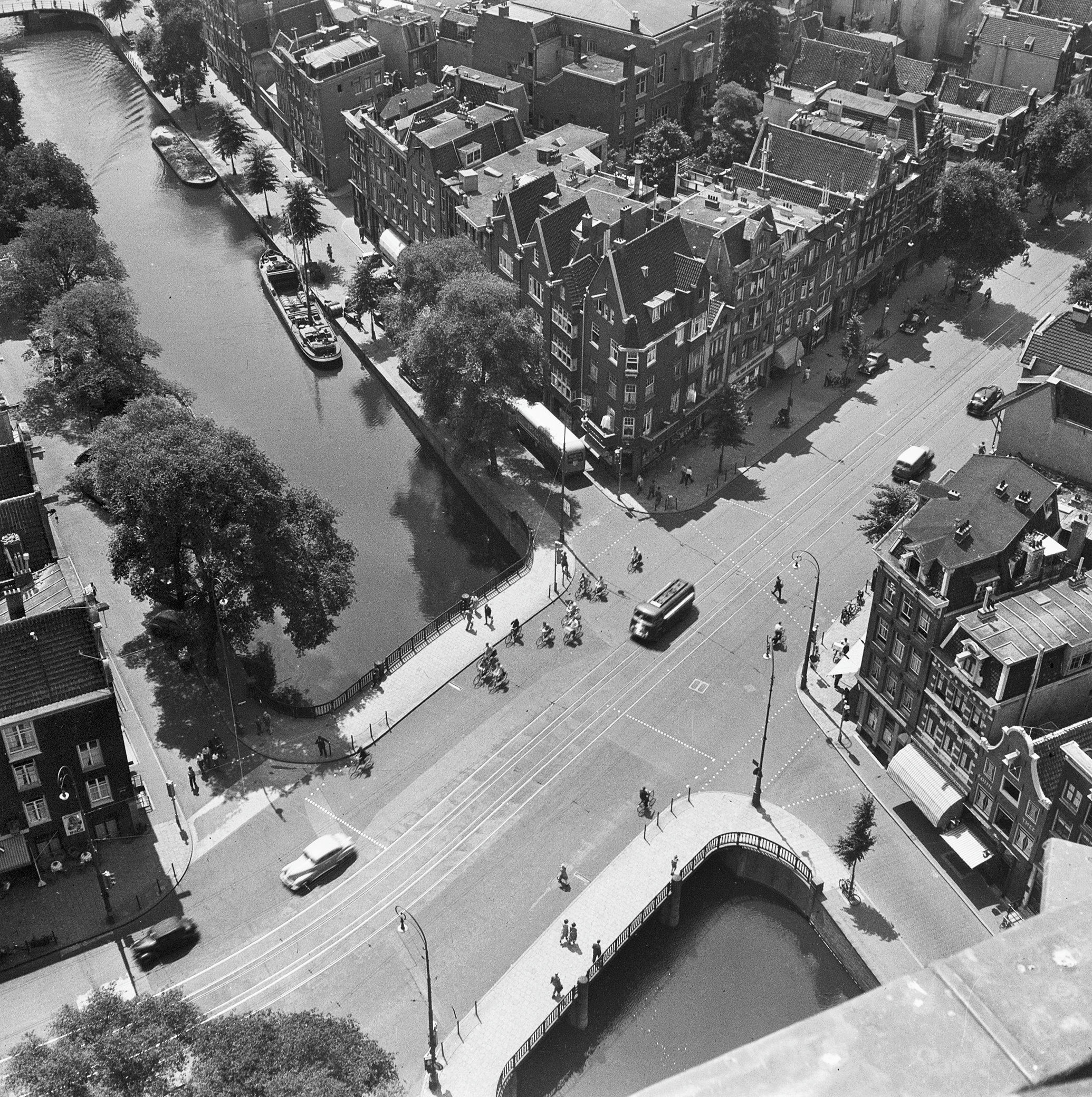
De Prinsengracht met de brug, gezien vanaf de Westertoren met het drierailssysteem

Lekkeresluis ·
Prinsensluis ·
Leliesluis ·
Nieuwe-Wercksbrug ·
Reesluis ·
Berensluis ·
Brug 66 ·
Angenietje Swartbrug ·
Aalmoezeniersbrug ·
Brug 69 ·
Walenweeshuissluis ·
De Duifbrug ·
Brug 75 ·
Frans Hendricksz. Oetgensbrug
1 · 2 · 3 · 4 · 5 · 6 · 7 · 8 · 9 · 10 · 11 · 12 · 13 · 14 · 15 · 16 · 17 · 18 · 19 · 20 · 21 · 22 · 23 · 24 · 25 · 26 · 27 · 28 · 29 · 30 · 31 · 32 · 34 · 35 · 36 · 37 · 38 · 39 · 40 · 41 · 42 · 43 · 44 · 45 · 46 · 47 · 48 · 49 · 50 · 51 · 52 · 53 · 54 · 55 · 56 · 57 · 58 · 59 · 60 · 61 · 62 · 63 · 64 · 65 · 66 · 67 · 68 · 69 · 70 · 71 · 72 · 73 · 74 · 75 · 76 · 77 · 78 · 79 · 80 · 81 · 82 · 84 · 85 · 86 · 87 · 88 · 89 · 90 · 91 · 92 · 93 · 94 · 95 · 96 · 97 · 98 · 99 · >>>
Brugnummers 33 en 83 zijn niet (meer) vergeven